# Gwardia Palatyńska
Gwardia Palatyńska właściwie Straż pałacowa (wł. Guardia Palatina d’Onore) – nazwa nieistniejących już oddziałów piechoty Państwa Kościelnego. Powstała w 1850 z inicjatywy papieża Piusa IX w wyniku połączenia dwóch wcześniej istniejących jednostek watykańskich sił zbrojnych. Gwardia Palatyńska uczestniczyła w wielu działaniach zbrojnych, m.in. obronie Rzymu w 1870. Rozwiązał ją Paweł VI w 1970.

## Geneza
Papież Pius IX utworzył Gwardię Palatyńską 14 listopada 1850, decydując o połączeniu w jedną armię oddziałów dwóch wcześniejszych formacji Guardia Civica Scelta i Milicji Miejskiej. Papież podjął decyzję o reformie formacji wojskowych Państwa Kościelnego po powrocie z Gaety, w której schronił się z powodu rozruchów roku 1848. Dnia 16 listopada 1848 bojówki ludowe zaatakowały pałac papieski na Kwirynale. W toku wydarzeń część żołnierzy z Guardia Civica przeszła na ich stronę.
Regulamin powstałej wówczas gwardii określał jej zadania: głównym zadaniem Gwardii Palatyńskiej jest służba Świętej Osobie Jego Świętobliwości (...). Pełnić ją będzie w czasie uroczystości i w kaplicach papieskich, tak jak to do tej pory czyniła Guardia Civica Scelta, która zostaje rozwiązana. Oddziały miały podlegać jednemu z kardynałów, który mianował jej komendanta. Miała się składać z dowództwa i dwóch kompanii, po 80 żołnierzy w każdej. Rekrutowano mężczyzn w wieku od 20 do 30 lat.

## Służba aktywna
Gwardia Palatyńska rozpoczęła oficjalnie służbę 1 stycznia 1851. W roku 1859 Pius IX zadowolony ze swojej gwardii zmienił jej nazwę na Honorowa Gwardia Palatyńska. Utworzona została orkiestra wojskowa, żołnierze otrzymali biało-żółty sztandar z herbem papieskim i drzewcem zakończonym figurką archanioła Michała.
Po roku 1860 Państwo Kościelne weszło w ostatnią fazę swojego istnienia. Na Półwyspie Apenińskim coraz żywsze były ruchy zjednoczeniowe. Gwardia Palatyńska wypełniała rozkazy papieskie, coraz częściej eskortując dostawy żywności i uzbrojenia.
W 1867 formacja brała udział w działaniach zbrojnych przeciwko oddziałom Garibaldiego, pomagając w ich demilitaryzacji w Mentanie.
Po raz ostatni w swej historii Gwardia Palatyńska podejmowała służbę w pałacu na Kwirynale 18 września 1870. Dowódcy zostali wyłączeni z rozmów w sprawie zawarcia paktów z rządem rodzącego się Królestwa Włoch. W chwili śmierci Piusa IX, 7 lutego 1878, Gwardia Palatyńska mogła już tylko operować na niewielkim terenie, który pozostał pod jurysdykcją papieską.
Kolejny papież, Leon XIII, darzył Gwardię Palatyńską sympatią. W roku 1892 kardynał Rampolla, watykański sekretarz stanu, zredukował oddziały do jednego batalionu, dzielącego się z kolei na cztery kompanie. W 1899 zmieniono mundury na lepiej odpowiadające duchowi epoki.
Po roku 1900 władze kościelne doceniały służbę Gwardii Palatyńskiej podczas Roku Jubileuszowego, ostatnich lat życia Piusa X i konklawe, na którym wybrano nowym biskupem Rzymu Benedykta XV (3 września 1914). Po I wojnie światowej, w roku 1922 papieżem wybrany został Pius XI. Papież ten wielokrotnie wypowiadał się na temat Gwardii Palatyńskiej, w publicznych wystąpieniach i w specjalnym przemówieniu na audiencji dla żołnierzy 11 kwietnia 1922. Papież powiedział: „Jesteście rzeczywiście, kochani synowie, gwardią, której nie powstydziłby się żaden monarcha. Kieruje wami duch pobożności, który rozpala ogień wiary”.
W następnych latach gwardziści pomagali w organizacji obchodów Lat Jubileuszowych 1925 i 1933, jubileuszu kapłaństwa papieża w 1929 oraz w podpisaniu traktatów laterańskich. Pakty pomiędzy Stolicą Apostolską i Królestwem Włoch z 1929, umożliwiły Gwardii Palatyńskiej swobodę działania, której nie miała od 1870. W dniu 25 maja 1933 gwardziści objęli straż w bazylice i pałacu papieskim na Lateranie.
Po śmierci Piusa XI w 1939, Gwardia Palatyńska świętowała 100-lecie swojego istnienia za pontyfikatu Piusa XII. W latach powojennych gwardziści służyli kolejnym papieżom Janowi XXIII oraz Pawłowi VI. Ten ostatni odznaczył Gwardię Palatyńską Złotym Medalem Soborowym w dniu 26 czerwca 1966.

## Epilog
W ósmym roku swego pontyfikatu, 14 września 1970, papież Paweł VI w liście skierowanym do kardynała Villota nakazywał rozwiązanie większości watykańskich formacji wojskowych, utrzymując jedynie Gwardię Szwajcarską.
Spadkobierczynią Gwardii Palatyńskiej miało być Stowarzyszenie Świętych Piotra i Pawła. Paweł VI zaaprobował jego statuty 23 kwietnia 1971. Organizacja skupia świeckich wolontariuszy z diecezji rzymskich, którzy ofiarowują swą pomoc następcy św. Piotra. Mottem stowarzyszenia jest zawołanie używane przed laty przez gwardzistów palatyńskich: Fide constamus avita (Trzymamy się wiary, którą odziedziczyliśmy).